# いとしのムーコ
『いとしのムーコ』は、みずしな孝之による日本の漫画作品。同人誌で読み切り作品として発表したものがきっかけとなり、『イブニング』（講談社）にて、2011年9号（4月26日号）から2020年20号（10月13日号）まで連載。
『全国書店員が選んだおすすめコミック2013』で第6位を獲得した。
『だいすき！ いとしのムーコ』が『コミックDAYS』（同）にて、2023年9月10日から連載中。今作では新たなキャラクターが登場する。
2022年4月時点で累計部数が150万部を突破している。

## 概要
緑豊かな山の中でガラス工房を営む吹きガラス職人の小松と、彼を大好きな愛犬のムーコ（雌）との日常を描いている。基本的には一話完結型のスタイルを取っている。尚、ムーコは日本語でのセリフが記載されているが、小松との会話はできない。小松とムーコには実在するモデルがおり、秋田県に在住している。作者が知人を通じて本人と知り合ったことにより本作が生まれた。
2013年・2014年に「ラブリームービー」というリミテッド・アニメーションでミニアニメが製作されフジテレビなどで放送された。2015年10月から2016年3月までテレビアニメがテレビ東京系列にて16分枠で放送された。
2017年9月、秋田ダイハツ販売（ダイハツ工業のディーラー）が制作した『ダイハツ・ムーヴ』のテレビCMに起用。また漫画の「ムーコ」も採用されており、作者名のクレジットも記されている。その後もリアルムーコとしてムーコ本人が起用されたCMが制作されたり、この縁でみずしな孝之がデザインした秋田犬がモチーフの秋田ダイハツ整備士キャラクター「ダイハチ」が採用されたりしている。
2020年6月23日発売のイブニング14号（7月14日号）にて『いとしのムーコ』の連載終了が発表され、作者のみずしな孝之も自身のTwitterにて連載終了の旨を通知した。また終了の理由に単行本の売上不振をあげている。ちなみにこの年『いとしのムーコ』10周年という節目の年だった。
2020年9月23日発売のイブニング20号（10月13日号）にて完結し、11月20日に最終巻となる17巻が発売された。

## 登場人物

### 主要キャラクター
人物名、および声は原作/「ラブリームービー・テレビアニメ」の順。
小松（こまつ） / こまつさん
声 - 谷岡慎一（フジテレビアナウンサー） / 日野聡
大自然の中にガラス工房「GLASS STUDIO amato」を構える吹きガラス職人。フルネームは小松 誠二（こまつ せいじ）で、基本的に頭にタオルを巻き、薄い眉毛と長身でスマートな体型が特徴。
様々なデザインのTシャツ(主に牛島からの貰い物)を着用しているが、重度の花粉症に罹患しているため、花粉が飛来する時期を迎えるとゴーグルとマスクを装着していることが多い。
なお、彼のTシャツのバリエーションは巻末にミニコーナーとしてまとめられており、実際にグッズとして販売されたデザインもある。
工房の外庭でムーコを飼っており、1人の時でもよくムーコに話しかけて遊び相手をしてやるなど、愛情が深いことを窺わせるが、叱る時にはマズルを掴む。また時折ムーコが身体的・精神的苦痛を受けるであろう方法で遊ぶこともあり、目撃したうしこうらから「ひどいなお前」と批判されることもある。
趣味は川釣り。「釣りキチ誠二」のあだ名を持つ（本人談）ことから、棒田と釣り勝負をしたこともある。
秋田千秋（せんしゅう）高校の時は野球部で投手、高校3年夏の地区大会の決勝まで行くも敗退。「将来はプロでも通用する」と言われた右腕だったが、右肩痛のために地区大会敗退と同時に野球を諦め、以後は「もう野球はしない」と決意した（ただし、「キャッチは別だ」という理屈で、牛島とキャッチボールをする場面がある）。
機械が大の苦手であり、PC操作やスマホの扱いには不慣れ。携帯電話を所持してはいるものの、恐ろしいまでのボロボロに使い古された状態となっていて周囲からはいつ壊れてもおかしくないと見られるほど。
愛車はスズキのHE22S型ラパン。
野球部を辞めてからは大柄な体型に変わっていたが、ガラス工芸作家を目指す目的でのイタリア留学のため、うしこうにダイエットを勧められて元のスマートな体型となった。
「GLASS STUDIO amato」のamatoの由来は「いとしの」という意味だったが、ムーコはそれを知らなかった。
ムーコ
声 - 吉田仁美（ラブリームービー・テレビアニメ共通）
本作の主人公。柴犬の雌犬。自分のつやつやの鼻を誇りに思っている。飼い主の小松のことが大好きで、小松が犬でないことを知り「こまつさんが早く犬になれますように」と願っている。
もともとは小松が工房の庭に芝を張るよう業者に依頼したのを「柴（犬）」と誤解されて持ち込まれたのだが、その愛らしい姿に小松は飼う事を決めた。
小松のことが好き過ぎて、時折暴走してしまうことがあるが、その際は小松からお仕置き（マズルを掴む）を受けていることが多い。
火を見ると野生の血がよみがえり、その場で遠吠えをしてしまうが彼女自身はそのことに対して自覚があまり無いようである。
日本犬の特性がよく現れており、飼い主の小松以外の人間にはあまり懐かない。一人遊び上手で、タオルを噛んで引っ張る・紐にマズルを通す・雪に埋まる・ボールを投げて自分でキャッチするなど様々な様子が描かれているが、敷地内の池にはまることもしばしば。
自称「てつのおんなムーコ」。
本作のモデルとなった「ムーコ」は、2023年3月6日未明に老衰により死去した。16年4か月を一緒に過ごした飼い主であるコマツソウイチにより報告された。

### 小松とムーコを取り巻く人々
うしこう / うしこうさん
声 - 佐野瑞樹（フジテレビアナウンサー） / 間島淳司
フルネームは牛島 厚平（うしじま こうへい）。小松の古い友人で、頻繁にamatoへ遊びに来ている。
大柄な肥満体にヒゲ、スキンヘッド、サングラスと厳つい外見をしているが、見た目と違って善良かつ常識的な人物。職業はウェブデザイナー。ムーコに対してはむしろ小松より甘い程だが、いまひとつ敬意を払われていない。篠原に惚れているが、本人の奥手さと間の悪さで、仲は進展していない様子。
芸術センスがかなり独特で個性的なデザインのグッズを制作しているが、作品の評価はあまりよろしくないらしい。
高校時代に野球部で捕手を務め、バッテリーを組んでいた小松とはそのころからの付き合いである。
よく物を食べている描写があり、かつてはスマートなイケメンだったが、この影響で恰幅のいい体型へ変わった。
小松が持っている写真にイケメンだったころの彼の姿が写っていたが、その面影が見受けられないほどに体型が変わり過ぎているため、写真を見た棒田さんたちからは同一人物であることを全く分かってもらえなかった。
高校卒業後、自分の進むべき道を探すために全国を旅し、とある「島」で見掛けたガラス吹き工房で製作体験をした。そのことを小松に話したことがキッカケで、小松はガラス吹きの道を進むことになる。最終回では篠原と結婚した。
愛車はローバーのミニ。
モデルは秋田県のローカルタレントでミュージシャンの石塚公評。
棒田（ぼうだ） / 棒田さん
声 - 倉田大誠（フジテレビアナウンサー） / 藤原啓治
うしこう行きつけのバー「BAR BORDER」のマスターで、玲奈の父。
アフロヘアーにサングラスを着用し、常にボーダー柄のものを身につけている。
川釣りに自信があり「羽後の太公望」と呼ばれる腕前と自称することから、同じく釣りの腕を自慢する小松に勝負を挑んでいる。
玲奈の実の母親とは離婚しており、玲奈を連れて福岡に住む元妻を訪れることもあるが、元妻は彼には話し掛けてくれないとのこと。
玲奈（れな） / 玲奈ちゃん
声 - 上坂すみれ（ラブリームービー・テレビアニメ共通）
フルネームは棒田 玲奈（ぼうだ れな）、棒田の娘。明るく元気な性格。
子供らしくガサツな可愛がり方をする上、すぐへそを曲げて泣きそうになるため、ムーコにはやや敬遠されている。なぜか些細な嘘をつくことがある。
篠原（しのはら）みゆ / 篠原さん
声 - 名塚佳織（ラブリームービー・テレビアニメ共通）
都会から引っ越してきたOL（職種は後述）のようで、小松のギャラリーをカフェと間違えて来店した。おっとりした性格の美人で、左目と鼻筋の間に黒子がある。
ムーコは彼女と小松が一緒にいる際「おなかがぐるぐるする」と嫉妬心を感じており、ストレートに警戒し嫌っているが、本人は「ヤキモチを焼いてて可愛い」と、気を悪くしている様子はない。
職業は小学校の教諭、玲奈の担任でもある。牛島に惚れられているが、あまり相手にしていない。しかし一度だけ彼への嫉妬に等しい感情を示したことがあり、無自覚ながら好意は抱いていた様で、終盤では彼の気持ちに気づき、結婚へ至った。
獣医（武藤先生） / 獣医さん・むとうせんせい
声 - 渡辺和洋（フジテレビアナウンサー） / 高橋広樹
ムーコかかりつけの「むとう動物病院」の獣医。やや長めの髪でヒゲが濃く、女性的なしゃべり方をする。
フルネームは武藤 虎十郎（むとう こじゅうろう）。
ムーコの飼い主である小松に対して強い好意を寄せており、何かある度にアプローチを仕掛けたりラブコールを送っている。
ムーコらと一緒に「おすし」（後述）を連れてきたアシスタントのアメリ（後述）対し勝手に宣戦布告を突き付けたがアメリが武藤に「お肌きれい!」と絶賛、意気投合となった。
タマキくん / 環（たまき）くん
声 - 小林ゆう
フルネームは篠原 環（しのはら たまき）、篠原さんの弟。華奢な身体つきで中性的な容姿が特徴。
小松が出品した展示会の作品を見て一目惚れしアルバイトで工房に入った美大生。
過去のトラウマで犬が超苦手、ムーコに接するときもかなり距離をとるぐらい苦手である。
千駄木楓（せんだぎ かえで）
地元のケーブルテレビ局のリポーター。
津々見リカ（つつみ りか）
玲奈のクラスメイト。
なのは / なのはちゃん
うしこうと篠原みゆの娘。
『だいすき! いとしのムーコ』より登場。
干場アメリ（ほしば あめり）
ガラス工房「GLASS STUDIO amato」に入ったアシスタント希望の女子高生。
『だいすき! いとしのムーコ』より登場。
おすし
アメリの愛犬（秋田犬）。
『だいすき! いとしのムーコ』より登場。

### その他

#### ラブリームービー版登場人物
Season2
16話 「Baseball」
若いころ（高校時代）のうしこうさん
声 - 古川慎
野球実況アナウンサー
声 - 谷岡慎一（フジテレビアナウンサー）
高校野球解説者
声 - みずしな孝之（特別出演）
19話 「Race!」
玲奈ちゃんの友達
声 - 名塚佳織

#### テレビアニメ版登場人物
11話
おっさんごはんナレーション
声 - FROGMAN
16話
ゆきたべ虫
声 - 上坂すみれ
21話
若いころ（高校時代）のうしこうさん
演 - 間島淳司
玲奈の友達
声 - 小池万瑠美、吉田仁美
アナウンサー
声 - 高橋広樹
野球解説者
声 - みずしな孝之（特別出演）
23話
ぴよよ
声 - 名塚佳織

## 書誌情報
- みずしな孝之 『いとしのムーコ』 講談社〈イブニングKC〉[注釈 6]、全17巻
  1. 2012年4月23日発売、ISBN 978-4-06-352415-4
  2. 2012年9月21日発売、ISBN 978-4-06-352431-4
  3. 2013年3月22日発売、ISBN 978-4-06-352455-0
  4. 2013年9月20日発売、ISBN 978-4-06-352483-3
  5. 2014年3月20日発売、ISBN 978-4-06-354506-7
    - DVDと缶バッジ付きですよ!! 限定版、ISBN 978-4-06-358702-9

  6. 2014年11月21日発売、ISBN 978-4-06-354538-8
    - もっちりストラップ&ぷっくりシール&缶バッジのムーコBOX付き限定版、ISBN 978-4-06-358749-4

  7. 2015年4月23日発売、ISBN 978-4-06-354569-2
  8. 2015年11月20日発売、ISBN 978-4-06-354601-9
  9. 2016年4月22日発売、ISBN 978-4-06-354618-7
    - おはなつやつやステッカー入り! DVD付き限定版、ISBN 978-4-06-358805-7

  10. 2016年11月22日発売、ISBN 978-4-06-354642-2
    - 卓上カレンダー付き限定版、ISBN 978-4-06-362345-1

  11. 2017年6月23日発売、ISBN 978-4-06-354673-6
    - ハンドタオル付き限定版、ISBN 978-4-06-358851-4

  12. 2017年12月22日発売、ISBN 978-4-06-510577-1
    - ムーコかたぬきカレンダー付き限定版、ISBN 978-4-06-511017-1

  13. 2018年7月23日発売、ISBN 978-4-06-512076-7
    - ムーコのでっかいメモホルダー付き限定版、ISBN 978-4-06-512951-7

  14. 2019年4月23日発売、ISBN 978-4-06-515222-5
    - ムーコのおくすり手帳＆カバー付き限定版、ISBN 978-4-06-516235-4

  15. 2019年11月22日発売、ISBN 978-4-06-517658-0
    - ワイドなムーコカレンダー付き限定版、ISBN 978-4-06-518140-9

  16. 2020年6月23日発売、ISBN 978-4-06-520005-6
    - ふせんブック付き限定版、ISBN 978-4-06-520004-9

  17. 2020年11月20日発売、ISBN 978-4-06-521582-1
    - 毎日いっしょなムーコ日めくりカレンダー付き限定版、ISBN 978-4-06-521646-0

- みずしな孝之 『だいすき! いとしのムーコ』 講談社〈モーニングKC〉、既刊1巻（2024年6月12日時点）
  1. 2024年6月12日発売[6]、ISBN 978-4-06-535701-9
  2. 2025年3月12日発売、ISBN 978-4-06-538106-9

## ラブリームービー いとしのムーコ
2013年7月29日より12月23日までフジテレビ『ノンストップ!』内の1コーナーとして放送された。全21話（うち20話分を放映）。毎週月曜日11:15ごろに放送。また同局『コンちゃんテンちゃん』内においてリピート放送される他、同年11月25日よりCS放送のフジテレビTWO、フジテレビNEXTで不定期ながら放送される（1回に付き2話放送）。フルアニメーションやFlashアニメと異なる「ラブリームービー」（リミテッド・アニメーションに近い手法）と銘打っている。放送時間は約2分。各話にサブタイトルは付随されていない。
2014年3月に第2期の制作・放映が発表され、2014年4月27日から10月5日までBSフジの『モジーズ&YOU』内の1コーナーとして全22話放送された。

### スタッフ
- 原作 - みずしな孝之『いとしのムーコ』（講談社『イブニング』連載）
- 監督 - 三原武憲
- キャラクターデザイン - 谷口淳一郎
- 美術監督 - 河野次郎
- 色彩設定 - 竹内優太
- 音楽 - 諸藤一平・YASS（ビーグルクルー）
- 制作 - 織田雅彦、神原孝
- チーフプロデューサー - 高瀬透子
- 制作プロデューサー - 鎌田肇
- プロデューサー - 鈴木鉄平
- アニメーション制作 - 動画工房
- 製作著作 - フジテレビ

### 各話リスト（ラブリームービー）
本放送時にはサブタイトルは付随されていないが、DVD（および原作単行本）にサブタイトルが明記されている。

#### シーズン 1
放送日は2013年7月29日から2013年12月23日まで『生活情報番組 ノンストップ!』の月曜日番組内で放送を明記。
| 放送日   | 話数 | サブタイトル | 備考 |
| -------- | ---- | ------------ | --- |
| 7月29日  | #1   | Muco!        | 単行本第1巻（#1）収録 |
| 8月5日   | #2   | Food!        | 単行本第1巻（#2）収録 |
| 8月12日  | #3   | Ball!        | 単行本第1巻（#3）収録 |
| 8月19日  | #4   | Fashion!     | 単行本第1巻（#5）収録 |
| 8月26日  | #5   | Car!         | 単行本第1巻（#6）収録 |
| 9月2日   | #6   | Gallery!     | 単行本第1巻（#7）収録 |
| 9月9日   | #7   | Friend!      | 単行本第1巻（#8）収録 |
| 9月23日  | #8   | Photo!       | 単行本第1巻（#9）収録 |
| 9月30日  | #9   | Heat!        | 単行本第1巻（#10）収録 |
| 10月7日  | #10  | Defense!     | 単行本第1巻（#12）収録 |
| 10月14日 | #11  | Visitor! 1   | 単行本第2巻（#14）収録 |
| 10月21日 | #12  | Visitor! 2   | 単行本第2巻（#15）収録 |
| 10月28日 | #13  | Rena!        | 単行本第2巻（#17）収録 |
| 11月4日  | #14  | Sickness!    | 単行本第2巻（#18）収録 |
| 11月18日 | #15  | Glass! 1     | 単行本第2巻（#21）収録 |
| 11月25日 | #16  | Glass! 2     | 単行本第2巻（#22）収録 |
| 12月2日  | #17  | Shot!        | 単行本第3巻（#28）収録 |
| 12月9日  | #18  | Trick        | 単行本第3巻（#29）収録 |
| (未放映) | #19  | Jealousy!    | 単行本第3巻（#31）収録 本来は12月9日に放送予定してたが、9月16日の放送で台風情報にさし換わり休止、 第8話以降を繰越を行った関係で第19話は未放映、DVD（シーズン1）の特典映像として収録。 |
| 12月16日 | #20  | Rain!        | 単行本第3巻（#32）収録 |
| 12月23日 | #21  | Sign!        | 単行本第3巻（#39）収録 |

#### シーズン 2
放送日は2014年4月27日から2014年10月5日までの放送を明記。
| 放送日  | 話数 | サブタイトル    | 備考                   |
| ------- | ---- | --------------- | ---------------------- |
| 4月27日 | #1   | Find!           | 単行本第4巻（#47）収録 |
| 5月4日  | #2   | Fat!            | 単行本第1巻（#13）収録 |
| 5月11日 | #3   | Delight!        | 単行本第3巻（#38）収録 |
| 5月18日 | #4   | Grooming!       | 単行本第4巻（#48）収録 |
| 5月25日 | #5   | Toy!            | 単行本第4巻（#49）収録 |
| 6月1日  | #6   | Frisbee!        | 単行本第4巻（#50）収録 |
| 6月8日  | #7   | Jelly Beans!    | 単行本第4巻（#51）収録 |
| 6月15日 | #8   | Paw!            | 単行本第4巻（#52）収録 |
| 6月22日 | #9   | Rainbow!        | 単行本第5巻（#53）収録 |
| 6月29日 | #10  | Mobile!         | 単行本第5巻（#54）収録 |
| 7月6日  | #11  | Morning Glory!  | 単行本第3巻（#33）収録 |
| 7月13日 | #12  | Pool!           | 単行本第3巻（#34）収録 |
| 7月20日 | #13  | Transformation! | 単行本第3巻（#35）収録 |
| 7月27日 | #14  | Battle!         | 単行本第3巻（#37）収録 |
| 8月3日  | #15  | Wind bell!      | 単行本第5巻（#55）収録 |
| 8月10日 | #16  | Baseball!       | 単行本第5巻（#56）収録 |
| 8月17日 | #17  | Shaved ice!     | 単行本第5巻（#57）収録 |
| 8月24日 | #18  | Goody           | 単行本第5巻（#58）収録 |
| 9月14日 | #19  | Race!           | 単行本第5巻（#59）収録 |
| 9月21日 | #20  | Stick!          | 単行本第5巻（#61）収録 |
| 9月28日 | #21  | FreeBie!        | 単行本第5巻（#63）収録 |
| 10月5日 | #22  | Socks!          | 単行本第5巻（#64）収録 |

### 放送局

#### シーズン 1（放送局）

##### 『ノンストップ!』ネット局
| 放送対象地域   | 放送局                    | 系列    | 放送期間                        | 放送日時               | 備考                                             |
| -------------- | ------------------------- | ------- | ------------------------------- | ---------------------- | ------------------------------------------------ |
| 関東広域圏     | フジテレビ (CX)           | FNS系列 | 2013年7月29日 - 2013年12月23日  | 月曜 11:15 - 11:17ごろ | 制作局 生活情報番組『ノンストップ!』番組内で放送 |
| 岩手県         | 岩手めんこいテレビ (mit)  | FNS系列 | 2013年7月29日 - 2013年12月23日  | 月曜 11:15 - 11:17ごろ | 生活情報番組『ノンストップ!』番組内で同時ネット  |
| 宮城県         | 仙台放送（OX）            | FNS系列 | 2013年7月29日 - 2013年12月23日  | 月曜 11:15 - 11:17ごろ | 生活情報番組『ノンストップ!』番組内で同時ネット  |
| 秋田県         | 秋田テレビ                | FNS系列 | 2013年7月29日 - 2013年12月23日  | 月曜 11:15 - 11:17ごろ | 生活情報番組『ノンストップ!』番組内で同時ネット  |
| 山形県         | さくらんぼテレビ（SAY）   | FNS系列 | 2013年7月29日 - 2013年12月23日  | 月曜 11:15 - 11:17ごろ | 生活情報番組『ノンストップ!』番組内で同時ネット  |
| 福島県         | 福島テレビ（FTV）         | FNS系列 | 2013年7月29日 - 2013年12月23日  | 月曜 11:15 - 11:17ごろ | 生活情報番組『ノンストップ!』番組内で同時ネット  |
| 新潟県         | 新潟総合テレビ（NST）     | FNS系列 | 2013年7月29日 - 2013年12月23日  | 月曜 11:15 - 11:17ごろ | 生活情報番組『ノンストップ!』番組内で同時ネット  |
| 長野県         | 長野放送（NBS）           | FNS系列 | 2013年7月29日 - 2013年12月23日  | 月曜 11:15 - 11:17ごろ | 生活情報番組『ノンストップ!』番組内で同時ネット  |
| 静岡県         | テレビ静岡（SUT）         | FNS系列 | 2013年7月29日 - 2013年12月23日  | 月曜 11:15 - 11:17ごろ | 生活情報番組『ノンストップ!』番組内で同時ネット  |
| 富山県         | 富山テレビ（BBT）         | FNS系列 | 2013年7月29日 - 2013年12月23日  | 月曜 11:15 - 11:17ごろ | 生活情報番組『ノンストップ!』番組内で同時ネット  |
| 島根県・鳥取県 | 山陰中央テレビ（TSK）     | FNS系列 | 2013年7月29日 - 2013年12月23日  | 月曜 11:15 - 11:17ごろ | 生活情報番組『ノンストップ!』番組内で同時ネット  |
| 岡山県・香川県 | 岡山放送（OHK）           | FNS系列 | 2013年7月29日 - 2013年12月23日  | 月曜 11:15 - 11:17ごろ | 生活情報番組『ノンストップ!』番組内で同時ネット  |
| 愛媛県         | テレビ愛媛（EBC）         | FNS系列 | 2013年7月29日 - 2013年12月23日  | 月曜 11:15 - 11:17ごろ | 生活情報番組『ノンストップ!』番組内で同時ネット  |
| 高知県         | 高知さんさんテレビ（KSS） | FNS系列 | 2013年7月29日 - 2013年12月23日  | 月曜 11:15 - 11:17ごろ | 生活情報番組『ノンストップ!』番組内で同時ネット  |
| 鹿児島県       | 鹿児島テレビ（KTS）       | FNS系列 | 2013年7月29日 - 2013年12月23日  | 月曜 11:15 - 11:17ごろ | 生活情報番組『ノンストップ!』番組内で同時ネット  |
| 沖縄県         | 沖縄テレビ（OTV）         | FNS系列 | 2013年7月29日 - 2013年12月23日  | 月曜 11:15 - 11:17ごろ | 生活情報番組『ノンストップ!』番組内で同時ネット  |
| 長崎県         | テレビ長崎（KTN）         | FNS系列 | 2013年10月14日 - 2013年12月23日 | 月曜 11:15 - 11:17ごろ | 生活情報番組『ノンストップ!』番組内で同時ネット  |

##### その他
| 放送対象地域 | 放送局            | 系列    | 放送期間                       | 放送日時           | 備考                                         |
| ------------ | ----------------- | ------- | ------------------------------ | ------------------ | -------------------------------------------- |
| 関東広域圏   | フジテレビ（CX）  | FNS系列 | 2013年8月1日 - 2014年3月       | 木曜 25:45 - 26:45 | 『コンちゃんテンちゃん』番組内でリピート放送 |
| 秋田県       | 秋田テレビ（AKT） | FNS系列 | 2014年4月13日 - 2014年9月7日   | 日曜 17:55 - 18:00 | 単体番組でリピート放送 ※原作の舞台地         |
| 石川県       | 石川テレビ（ITC） | FNS系列 | 2014年5月27日 - 2014年12月30日 | 火曜 21:54 - 22:00 | 単体番組で放送                               |

この他、フジテレビオンデマンドでも配信（1話のみ無料、2話以降は有料）を実施、CS放送（フジテレビワンツーネクスト）でもリピート放送を実施。

#### シーズン 2（放送局）
| 放送対象地域 | 放送局            | 系列    | 放送期間                       | 放送日時               | 備考 |
| ------------ | ----------------- | ------- | ------------------------------ | ---------------------- | --- |
| 日本全国     | BSフジ            | BS放送  | 2014年4月27日 - 2014年10月5日  | 日曜 9:26 - 9:28ごろ   | 制作局 シーズン2の第1話から第21話まではキッズエンターテインメント『モジーズ&YOU』番組内で放送 10月5日の第22話（最終回）のみ午前9時55分からの放送 |
| 関東広域圏   | フジテレビ        | FNS系列 | 2014年5月1日 - 2014年6月26日   | 木曜 25:45 - 26:45     | シーズン2の第1話から第9話まで『コンちゃんテンちゃん』番組内で放送                                                                                |
| 関東広域圏   | フジテレビ        | FNS系列 | 2014年7月10日 - 2014年9月18日  | 木曜 26:47 - 26:50ごろ | シーズン2の第10話から第19話まで生放送番組『ディープガール』終了後に放送                                                                          |
| 関東広域圏   | フジテレビ        | FNS系列 | 2014年10月16日 - 2014年11月6日 | 木曜 25:50 - 26:50     | シーズン2の第20話から第22話まで『アフロの変』番組内で放送                                                                                        |
| 秋田県       | 秋田テレビ（AKT） | FNS系列 | 2014年9月14日 -                | 日曜 17:55 - 18:00     | ※原作の舞台地 |
| 石川県       | 石川テレビ（ITC） | FNS系列 | 2015年1月13日 -                | 火曜 21:54 - 22:00     | |

この他、シーズン1同様にフジテレビオンデマンドでも配信（全話有料配信）を実施、CS放送（フジテレビワンツーネクスト）でもリピート放送を実施。

## テレビアニメ いとしのムーコ
2015年10月から2016年3月までテレビ東京系列ほかにて放送され、同年4月3日から9月18日まで再放送（毎週日曜7時14分 - ）が行われている。
アニメ放送当時は原作版の連載が続いていたため結末はほぼアニメオリジナルになっている。

### テレビアニメ版スタッフ
- 原作 - みずしな孝之『いとしのムーコ』（講談社『イブニング』連載）
- 監督 - ロマのフ比嘉
- シリーズ構成協力 - 三好昭央
- 編集 - 沖田秀樹
- 音響監督 - 谷東
- 音楽 - 渡部チェル
- 音楽プロデューサー - 本地大輔、黒岩利之
- 音楽制作 - DLE、ワーナーミュージック・ジャパン
- エグゼクティブプロデューサー - 松下卓也、大山良
- プロデューサー - 湯ノ口智樹、齋藤雅弘、菅沢正浩（テレビ東京）、岩瀬智彦
- アニメーション制作 - DLE
- アニメーションプロデューサー - 齋藤雅弘
- 製作著作 - いとしのムーコ製作委員会

### 主題歌
オープニングテーマ「SUKI!SUKI!SUKI!」
作・編曲 - 渡部チェル / 作詞 - 石川絵理 / 歌 - ムーコ（吉田仁美）
エンディングテーマ
「BASYAUMA ROCK」（第1-13話）
作詞 - 浅野尚志 / 作曲 - 箭内道彦 / 歌 - チームしゃちほこ
「Dreamer」（第14-25話）
作詞 - 山下智久 / 作曲 - ヒロイズム / 編曲 - 亀田誠治 / 歌 - 山下智久

### 各話リスト(テレビアニメ)
| 話数 | サブタイトル                                       | 脚本     | 絵コンテ                      | 演出                          |
| ---- | -------------------------------------------------- | -------- | ----------------------------- | ----------------------------- |
| #1   | おはなつやつやムーコは こまつさんが大好き!         | -        | 谷東                          | ロマのフ比嘉                  |
| #2   | 車でお出かけ! ムーコ、風になる                     | -        | 谷東                          | ロマのフ比嘉                  |
| #3   | お客さんがやってきた! ムーコは嫉妬でおなかぐるぐる | -        | 山口直斗                      | 山口直斗                      |
| #4   | 待て!                                              | -        | 谷東                          | 近藤勇一                      |
| #5   | おさんぽだいすき! 今日はいつもと違う道             | -        | ロマのフ比嘉                  | ロマのフ比嘉                  |
| #6   | 夏が来た! 台風、花火、ひえぴったん                 | -        | 大宮一仁                      | 大宮一仁                      |
| #7   | この夏一番暑い日!                                  | -        | 山口直斗                      | 山口直斗                      |
| #8   | 棒                                                 | -        | ロマのフ比嘉                  | ロマのフ比嘉                  |
| #9   | うしこい。                                         | -        | 篠原ぱらこ                    | 阿部明日香                    |
| #10  | 玲奈のガラス体験記                                 | -        | 近藤勇一                      | 近藤勇一                      |
| #11  | うしこう、留守を頼む                               | -        | ロマのフ比嘉                  | ロマのフ比嘉                  |
| #12  | 雪にまつわるエトセトラ                             | -        | 山口直斗                      | 小園菜緒                      |
| #13  | 篠原さんとクリスマスデート!                        | -        | 近藤勇一                      | 近藤勇一                      |
| #14  | 初日の出                                           | -        | 谷東                          | 松浦聖大                      |
| #15  | 除雪車は憂鬱を運んでくる                           | 國分隆臣 | 鈴木雅也 （サブリメイション） | 鈴木雅也 （サブリメイション） |
| #16  | 雪解けの季節                                       | 國分隆臣 | 近藤勇一                      | ロマのフ比嘉                  |
| #17  | 芸の道はイバラの道!?                               | 岩舘奈央 | 阿部明日香 中田麻衣子         | 阿部明日香                    |
| #18  | 負けられない戦い                                   | 岩舘奈央 | 日下部実                      | 日下部実                      |
| #19  | ムーコのぐるぐるが止まらない!                      | -        | 岸本真太郎                    | 岸本真太郎                    |
| #20  | こまつさん、朝顔が咲いてますよ!                    | 岩舘奈央 | 作田ハズム                    | 作田ハズム                    |
| #21  | 花火だいすき!                                      | TAMA     | 小園菜緒                      | 小園菜緒 宮田和英             |
| #22  | 運命の出会い。うしこうとこまつとサラダボウル       | TAMA     | 岸本真太郎                    | 岸本真太郎                    |
| #23  | 覚醒!池に入ってもバレないチカラ                    | 岩舘奈央 | 千葉高雪                      | 千葉高雪                      |
| #24  | たまき君登場!うしこう涙の理由                      | TAMA     | 内田信吾                      | 内田信吾                      |
| #25  | ムーコとコマツオトメ                               | TAMA     | ロマのフ比嘉                  | ロマのフ比嘉                  |

### 放送局 (テレビアニメ)
| 放送対象地域   | 放送局                | 系列           | 放送期間                       | 放送日時         | 備考                   |
| -------------- | --------------------- | -------------- | ------------------------------ | ---------------- | ---------------------- |
| 関東広域圏     | テレビ東京（TX）      | テレビ東京系列 | 2015年10月3日 - 2016年3月26日  | 土曜 9:14 - 9:30 | 制作局                 |
| 愛知県         | テレビ愛知（TVA）     | テレビ東京系列 | 2015年10月3日 - 2016年3月26日  | 土曜 9:14 - 9:30 | 同時ネット             |
| 大阪府         | テレビ大阪（TVO）     | テレビ東京系列 | 2015年10月3日 - 2016年3月26日  | 土曜 9:14 - 9:30 | 同時ネット             |
| 福岡県         | TVQ九州放送（TVQ）    | テレビ東京系列 | 2015年10月10日 - 2016年4月2日  | 土曜 6:44 - 7:00 | 7日遅れ                |
| 北海道         | テレビ北海道（TVh）   | テレビ東京系列 | 2015年10月10日 - 2016年4月2日  | 土曜 7:14 - 7:30 | 7日遅れ                |
| 岡山県・香川県 | テレビせとうち（TSC） | テレビ東京系列 | 2015年10月10日 - 2016年4月2日  | 土曜 7:14 - 7:30 | 7日遅れ                |
| 秋田県         | 秋田テレビ（AKT）     | フジテレビ系列 | 2015年10月25日 - 2016年4月17日 | 日曜 6:15 - 6:30 | 22日遅れ ※原作の舞台地 |

## 動画配信
ラブリームービー・テレビアニメともに動画の各話有料配信をしている。
ラブリームービーいとしのムーコ
- フジテレビオンデマンド[注釈 10]（※第1話のみ無料で視聴）
- BANDAI CHANNEL[注釈 11]（※第1話のみ無料で視聴）

ラブリームービーいとしのムーコ シーズン2
- フジテレビオンデマンド[注釈 12]（全話有料配信）
- BANDAI CHANNEL[注釈 13]（全話有料配信）

テレビアニメいとしのムーコ（あにてれしあたー）
- ニコニコチャンネル[注釈 14]（※第1話のみ無料で視聴）
- 楽天SHOWTIME[注釈 15]（※第1話のみ無料で視聴、モバイル視聴不可）
- ムービーフルプラス[注釈 16]（※第1話のみ無料で視聴）
- ひかりTV[注釈 17]（※第1話のみ無料で視聴）
- BANDAI CHANNEL[注釈 18]（※第1話のみ無料で視聴）
- dTV[注釈 19]（※月額制見放題の有料配信）

## DVD
- ラブリームービー いとしのムーコ - 2014年3月19日発売[26]。
2013年7月から12月までフジテレビ系列「生活情報番組『ノンストップ!』」番組内で放送した20話と未放映の数話を収録。
- ラブリームービー いとしのムーコ シーズン2 - 2014年12月17日発売[27]。
2014年4月から10月までBSフジほかで放送した22話と未放映の数話を収録。
- テレビアニメ いとしのムーコ 1 - 2016年2月2日発売[28]。
2015年10月からテレビ東京系列ほかで放送した第1話から第9話を収録。
- テレビアニメ いとしのムーコ 2 - 2016年4月2日発売[29]。
2015年10月からテレビ東京系列ほかで放送した第10話から第17話を収録。
- テレビアニメ いとしのムーコ 3 - 2016年5月18日発売[30]。
2015年10月からテレビ東京系列ほかで放送した第18話から第25話を収録。

## 関連書籍
- ムーコフォトブック、2016年11月22日発売、ISBN 978-4-06-365006-8
「いとしのムーコ」のモデルとしてもおなじみのガラス工房の看板犬『ムーコ』初写真集。ガラス職人の飼い主・小松聡一が撮った「飼い主にしか撮れない」かわいい写真をにまとめましたフォトブック。

## メディア出演

### CM
- 秋田ダイハツ販売
  - 「ムーヴX“SA III”」 『「ムーコのムーヴ」篇 〜NEW MOVE誕生〜』（2017年9月13日 - ） [31]
  - 「ONE FOR AKITA プロジェクト（CSR活動）」 『秋田ダイハツ「ムーコと秋田犬篇」』（2019年6月 - ） [32]
  - 「ワンダフルクレジット」 『ムーコのワンダフルニュース』（2019年7月 - ） [33][34]